# Hap Sharp
James "Hap" Sharp (Tulsa, Oklahoma, 1928. január 1. –  San Martín de los Andes, Neuquén tartomány, Argentína, 1993. május 7.) amerikai autóversenyző.
Becenevét, "Hap" a Boldog Új Évet angol megfelelője, a "Happy New Year" után kapta, utalva arra, hogy újév napján született.

## Pályafutása
1961 és 1964 között hat versenyen vett részt a Formula–1-es világbajnokságon. Pontot egy alkalommal sem szerzett, legjobb eredményét az 1963-as mexikói nagydíjon érte el, amikor hetedikként zárt.
1965-ben Jim Hall társaként megnyerte a Sebringi 12 órás futamot.
1993. május 7-én öngyilkosságot követett el.

## Eredményei

### Teljes Formula–1-es eredménylistája
(Táblázat értelmezése)

(Félkövér: pole-pozícióból indult; dőlt: leggyorsabb kört futott) 

| Év   | Csapat                 | Modell       | Motor             | 1   | 2   | 3   | 4   | 5   | 6   | 7   | 8      | 9      | 10     | Helyezés | Pont |
| ---- | ---------------------- | ------------ | ----------------- | --- | --- | --- | --- | --- | --- | --- | ------ | ------ | ------ | -------- | ---- |
| 1961 | 'Hap' Sharp            | Cooper T53   | Climax Straight-4 | MON | NED | BEL | FRA | GBR | GER | ITA | USA 10 |        |        | -        | 0    |
| 1962 | 'Hap' Sharp            | Cooper T53   | Climax Straight-4 | NED | MON | BEL | FRA | GBR | GER | ITA | USA    | RSA 11 |        | -        | 0    |
| 1963 | Reg Parnell Racing     | Lotus 24     | BRM V8            | MON | BEL | NED | FRA | GBR | GER | ITA | USA Ki | MEX 7  | RSA    | -        | 0    |
| 1964 | Rob Walker Racing Team | Brabham BT11 | BRM V8            | MON | NED | BEL | FRA | GBR | GER | AUT | ITA    | USA Hn | MEX 13 | -        | 0    |